# Bismut

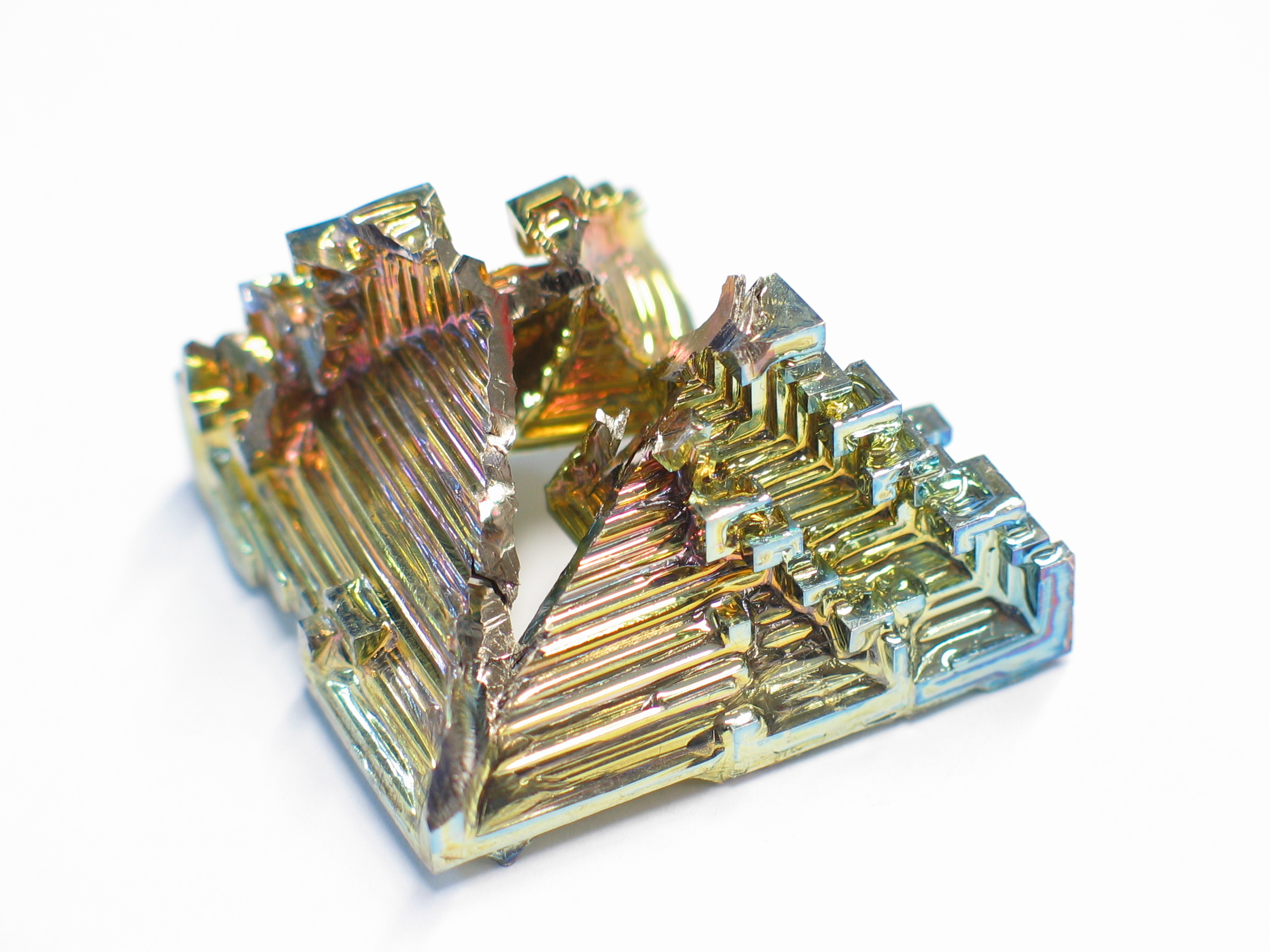

Bismutul este un element chimic aflat în poziția 83 din tabelul periodic al elementelor. Simbolul chimic este Bi.
Etimologia "bismut"-ului e neclară. Numele probabil provine de la traducerea din sec. al XVI-lea din germană în neolatină a termenilor weiße Masse ori Wismuth, ceea ce semnifică 'greutate albă', transmițându-se ca bisemutum ori bisemutium.